# دبي للإعلام
مؤسسة دبي للإعلام شركة إعلامية شبه رسمية موقعها في دبي بالإمارات. تملك مجموعة قنوات فضائية تبث من دبي. للشركة مجلس إدارة رئيسه الشيخ مكتوم بن محمد بن راشد آل مكتوم نائب حاكم إمارة دبي. وكان محمد عبد الله القرقاوي، وزير شؤون مجلس الوزراء، العضو المنتدب للمؤسسة لغاية سنة 2006.
تأسست عام 2003 وهي تعتبر مؤسسة إعلامية متكاملة متطورة ذكية مستدامة تهدف إلى تقديم محتوى إعلامي بجود عالية في العرض والتنفيذ، كما تهدف إلى وضع الخطط والاستراتيجيات اللازمة لتطوير العمل الإعلامي، التلفزيوني والصحفي والإذاعي والالكتروني، وتقديم الخدمات الإعلامية المتنوعة والتنافسية.
وتحرص المؤسسة على توظيف أحدث التقنيات التي تسهم في تطوير صناعة المحتوى الإعلامي، وتعزيز روح الابتكار لدى فرق عملها الهندسية، من خلال تحفيزهم على تطوير عربات البث الخارجي. وقد تم ضم عربة البث الخارجي المدمجة بالبث الفضائي إلى أسطول المؤسسة 

## الصحف التابعة للمؤسسة
يتبع للمؤسسة صحيفتان:
- صحيفة البيان وهي صحيفة إماراتية حكومية تصدر من دبي.
- صحيفة الإمارات اليوم وهي صحيفة تهتم بالشأن المحلي تصدر من دبي.

## القنوات التلفزيونية
توجد مجموعة من القنوات التلفزيونية التابعة لمؤسسة دبي للإعلام هي:
- تلفزيون دبي وهي قناة تبث على مدى 24 ساعة وتغطي معظم أنحاء الكرة الأرضية عبر السواتل الفضائية
- دبي وان وهي قناة تبث باللغة الإنجليزية وتغطي كافة أنحاء الوطن العربي عبر العربسات والنايل سات.
- دبي الرياضية وهي قناة تبث باللغة العربية مختصة بالرياضة وتغطي كافة أنحاء الوطن العربي عبر العربسات والنايل سات.
- سما دبي وهي قناة تبث باللغة العربية وتختص بالوضع المحلي بالإمارات وتغطي كافة أنحاء الوطن العربي عبر العربسات والنايل سات.
- نور دبي قناة تركز على الرياضة والاقتصاد والتربية والصحة، وذلك في إطار اجتماعي وبرؤية إسلامية معتدلة.
- دبي دراما تبث القناة العديد من المسلسلات الخليجية والعربية.
- دبي زمان قناة تبث كلاسيكيات الأعمال التلفزيونية الدرامية والكوميدية.
- دبي ريسينج وهي قناة متخصصة بقل سباقات الخيل والهجن ورياضة الصقور، بالإضافة لذلك تتمتع القناة بحقوق بث محفوظة لتغطية ونقل سباقات الخيل العالمية.

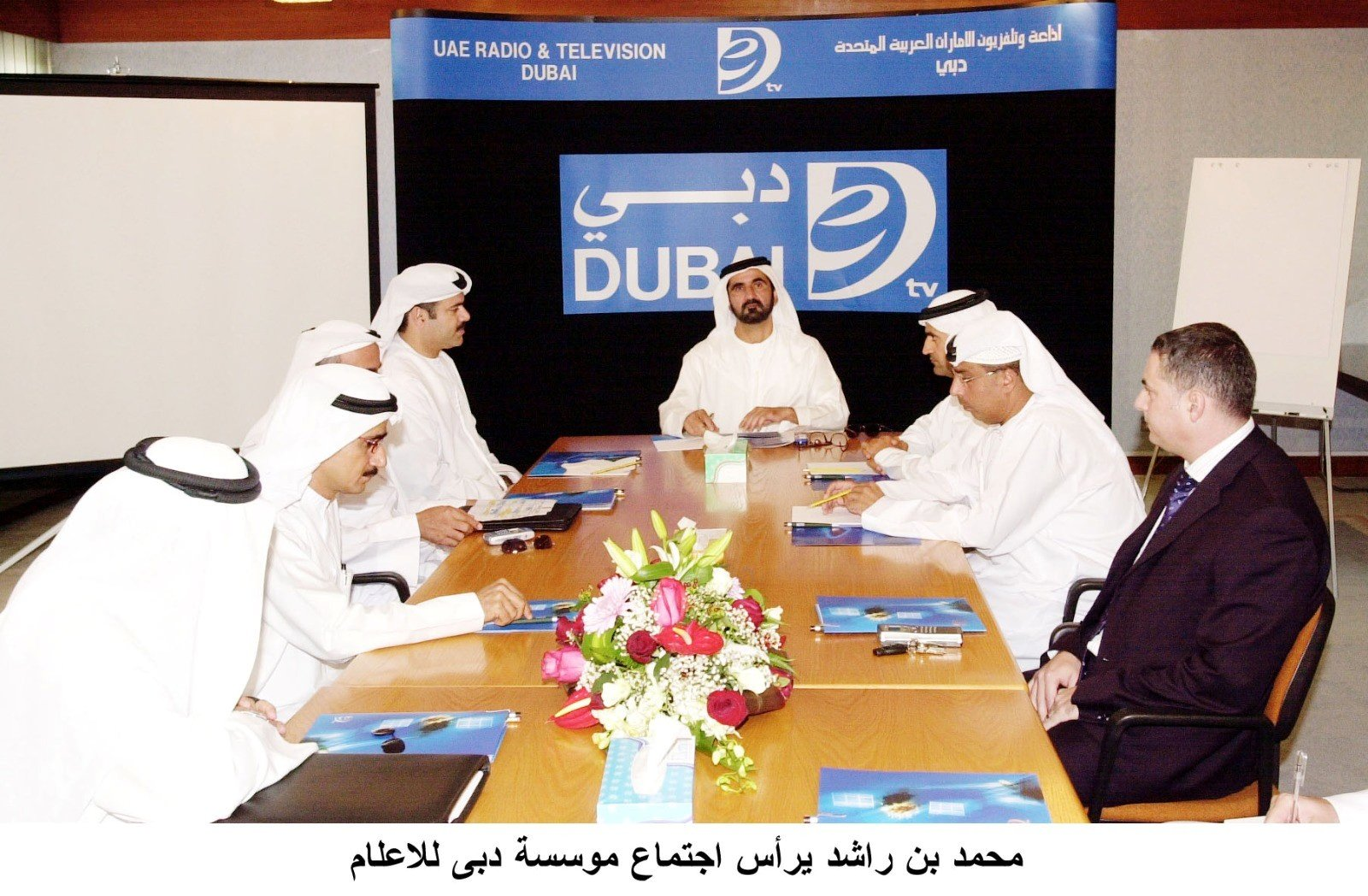
الشيخ محمد بن راشد يرأس اجتماع مؤسسة دبي للإعلام - 2003

## القنوات الإذاعية
يتبع لمؤسسة دبي للإعلام:
- إذاعة دبي تتمتع الإذاعة بطابع وهوية إماراتية، ذات توجه عربي وبنية خليجية
- إذاعة نور دبي تم افتتاحها في العام 2006 تحت شعار (اجتماعية برؤية إسلامية)، وهي تتابع الأمور اليومية للمقيمين في دولة الإمارات العربية المتحدة، وتقدم برامجها في إطار اجتماعي إسلامي معتدل.

## الإعلام الرقمي
يتبع لمؤسسة دبي للإعلام:
- أوان وهي مكتبة رقمية للإعلام المحلي والعربي، تتيح إمكانية الاستماع والمشاهدة المجانية من خلال باقة خدماتها الرقمية المتنوعة.
- دبي بوست وهي منصة رقمية تسلط الضوء على قيم الأمل والإبداع والإنجاز في دولة الإمارات العربية المتحدة.
- الإمارات 24/7 وهي صحيفة اقتصادية ناطقة باللغة الإنكليزية على شبكة الانترنت.

## قطاع الطباعة والتوزيع
يتبع لمؤسسة دبي للإعلام شركتين:
- مسار للطباعة شركة متخصصة بمجال الطباعة والنشر، تقدم الخدمات الطباعية والتقنية للصحف التابعة لمؤسسة دبي للإعلام.
- توصيل شركة خدمات لوجستية وتوزيع وتوصيل.

## خدمات مؤسسه دبي للإعلام
تتنوع خدمات مؤسسة دبي للاعلام، ومنها:
- الإعلانات التلفزيونية والإذاعية والرقمية
- خدمات التدريب والتأهيل
- خدمات البث الحي
- توفير المواد الأرشيفية
- توفير التغطية الإعلامية عند الطلب

## برنامج 360
هو برنامج لإعداد كفاءات وطنية مؤهلة للإبداع في مجال الإعلام بكافة فروعه وتخصصاته، نشأ من خلال اتفاقية بين مؤسسة دبي للإعلام وكليات التقنية العليا، لتنمية مهارات الطلبة عبر ورش ونشاطات وجولات دراسية عملية تطبيقية ضمن البرنامج، ويتم إعدادها في مقرات القنوات التلفزيونية للمؤسسة وإذاعاتها وصحفها ومنصاتها ومواقعها الإلكترونية.

## برامج عالمية بنسختها العربية عبر دبي للإعلام
من سيربح المليون
برنامج المليونير
برنامج إكس فاكتور
برنامج شارك تانك دبي
The Insider بالعربي
كاربول كاريوكي بالعربي

## مجلس دبي للإعلام
يشكل مجلس دبي للإعلام الجهة الحكومية المعنية بقطاع الإعلام في إمارة دبي، ويتبع له كل من المكتب الإعلامي لحكومة دبي ومؤسسة دبي للإعلام، ويقوم المجلس بتمثيل الإمارة والجهات الإعلامية الموجودة فيها أمام الجهات المحلية والاتحادية في دولة الإمارات وأمام الجهات الإقليمية والدولية. وقد تشكل المجلس بالقانون رقم 5 لسنة 2022 الذي أصدره الشيخ محمد بن راشد آل مكتوم. ويهدف إلى توحيد الجهود الإعلامية في إمارة دبي في إطار شامل ومتكامل، كما يهدف إلى تطوير استراتيجية الإعلام في الإمارة وتعزيز تنافسيتها في المجال الإعلامي، وتطوير منظومة لقياس كفاءة الأداء الإعلامي للقنوات ومتابعة الاستراتيجية الإعلامية لضمان نجاحها، بالإضافة لدعم وتطوير المواهب الشابة والكوادر الإعلامية الإماراتية.

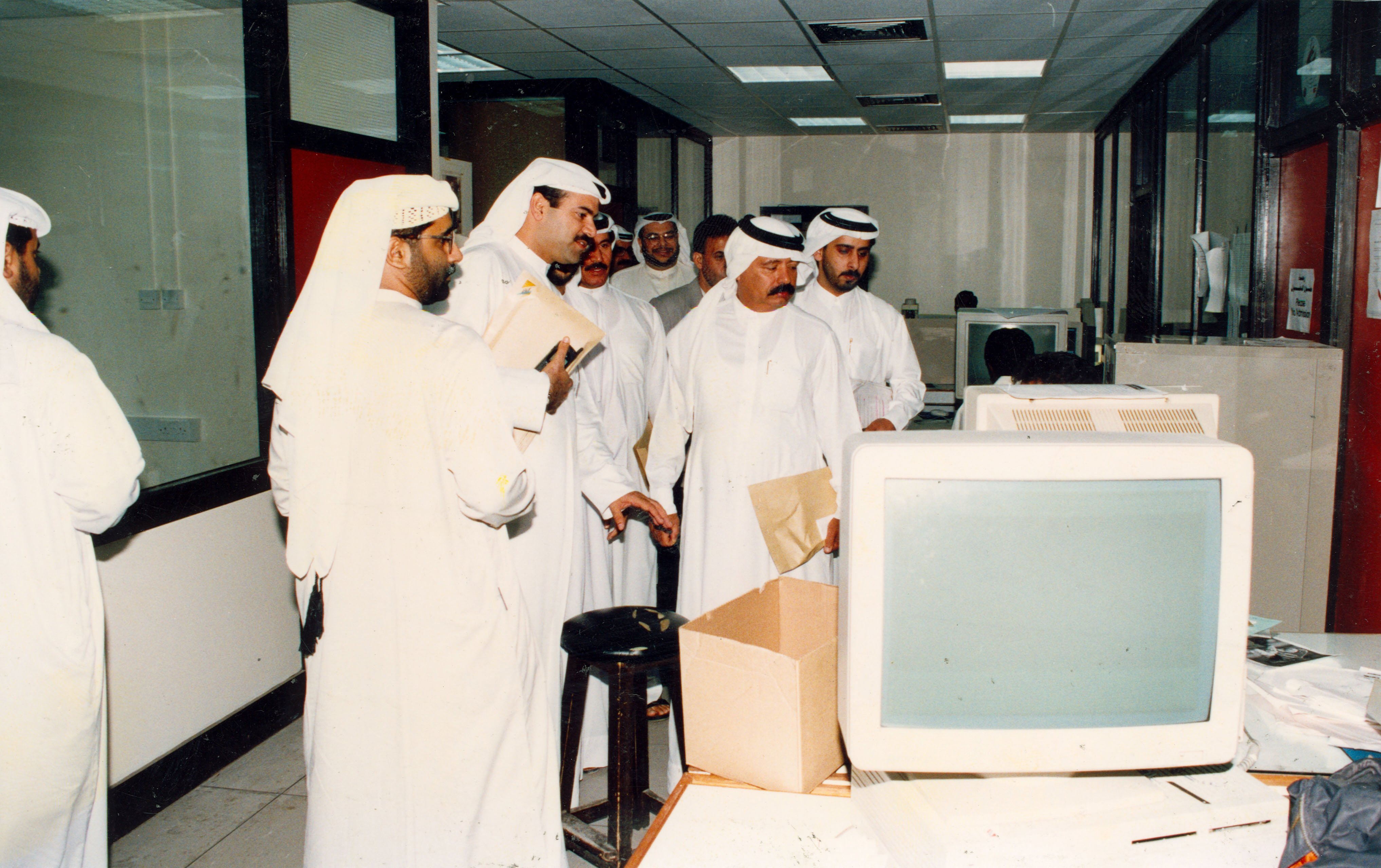
زيارة معالي محمد القرقاوي إلى مؤسسة دبي للإعلام - 2003

## أكاديمية دبي للإعلام
"أطلقت دبي للإعلام"أكاديمية دبي للإعلام خلال مشاركتها في قمة الإعلام العربي 2024 بهدف تهيئة مناخات مهنية قادرة على دعم الكوادر الإعلامية الرائدة وإكسابهم ما يحتاجونه من أدوات ومعرفة شاملة بأحدث ممارسات صناعة المحتوى 

## مجلس المستقبل
أطلقت «دبي للإعلام» منصة«مجلس المستقبل» وهي منصة مبتكرة، توفر لأصحاب المهن ورواد الأعمال والموظفين إمكانية الحوار المهني، واستشراف المستقبل في مجالات الإعلام والتسويق، وتقديم تحليلات موسعة لتوجهات الجمهور في الإمارات والمنطقة، ما يسهم فيفي رسم ملامح المستقبل، وتحقيق التنمية الشاملة.

## الجوائز
- 2024 أربع جوائز خاصة بالإبداع والابتكار في مجال التسويق الترفيهي في حفل توزيع جوائز أكاديمية الفنون والعلوم للتسويق الترفيهي العالمي (GEMA) في مدينة لوس أنجيليس الأمريكية.[20]
- 2024 جائزتي (أفضل إنتاج للعام - منطقة الشرق الأوسط وشمال أفريقيا) و( أفضل تكييف إقليمي عن صيغة أجنبية) وذلك خلال حفل جوائز (برودكاست برو) والذي يعتبر تكريماً رفيع المستوى في مجال صناعة الإعلام والبث في منطقة الشرق الأوسط وشمال أفريقيا.[21]
- 2023 جائزة محمد بن راشد للغة العربية عن فئة أفضل عمل باللغة العربية في وسائل الإعلام.[22]
- جائزة البث الرقمي من خلال مركز الأخبار التابع للمؤسسة عن فئة "انتاج الواقع الافتراضي والمعزز" في حفل جوائز آسيا والمحيط الهادئ الذي أقيم في سنغافورة.[23]
- 9 جوائز في ختام فعاليات النسخة 16 من مهرجان الخليج للإذاعة والتلفزيون في العاصمة البحرينية المنامة.[23]

## أنظر أيضًا
- الإعلام في الإمارات
- شبكة أبو ظبي للإعلام
- مؤسسة الشارقة للإعلام
- منطقة صانعي الإعلام في أبو ظبي (twofour54)
- مدينة دبي للإعلام
- مدينة دبي للاستديوهات
- مدينة دبي للإنتاج
- المجموعة الإعلامية العربية
- وكالة أنباء الإمارات
- إمارات إف إم
- برنامج قلبي اطمأن
- مهرجان طيران الإمارات للآداب
- جائزة الإعلام العربي
- المكتب الإعلامي لحكومة دبي

## وصلات خارجية
- الموقع الرسمي

لا توجد روابط لمواقع التواصل الاجتماعي.